# Верховный суд Республики Башкортостан
Верховный суд Республики Башкортостан (баш. Башҡортостан Республикаһының Юғары суды) — высший федеральный орган судебной власти на территории Республики Башкортостан Российской Федерации.
Входит в систему судов общей юрисдикции, подотчётен Верховному суду Российской Федерации. Является апелляционной инстанцией для районных (городских) судов общей юрисдикции Республики Башкортостан.
Деятельность суда регулируется Конституцией России и Федеральным конституционным законом «О судебной системе Российской Федерации».

## История
В 1920 году был образован Совет народных судей Автономной Башкирской Советской Республики.
В 1922 году постановлением БашЦИК был создан Башкирский областной суд, а с 1923 года — Главный суд Башкирской АССР (Башглавсуд).
В 1937 году Башглавсуд переименован в Верховный суд Башкирской АССР, в 1990 году — в Верховный суд Башкирской Советской Социалистической Республики.
С 1992 года носит современное наименование — Верховный суд Республики Башкортостан.

## Состав
В состав Верховного суда Республики Башкортостан входят:
- президиум Верховного суда Республики Башкортостан
- коллегия по уголовным делам
- коллегия по административным делам
- коллегия по гражданским делам

## Подсудность
Верховному суду Республики Башкортостан подсудны:
- уголовные дела[1]
  - по статьям 105 ч.2, 126 ч.3, 131 ч. 3, 205, 206 ч. 2, 3, 209—211, 212 ч. 1, 227, 263 ч. 3, 267 ч. 3, 269 ч. 3, 275—279, 281, 290 ч.3, 4, 294—302, 303 ч. 2, 3, 304, 305, 317, 321 ч. 3, 322 ч. 2, 353—358, 359 ч. 1, 2 и 360 УК РФ;
  - переданные в данные суды в соответствии со статьями 34 и 35 УПК РФ;
  - в материалах которых содержатся сведения, составляющие государственную тайну.
- гражданские дела[2]
  - связанные с государственной тайной;
  - об оспаривании нормативных правовых актов органов государственной власти Республики Башкортостан, затрагивающих права, свободы и законные интересы граждан и организаций;
  - о приостановлении деятельности или ликвидации регионального отделения либо иного структурного подразделения политической партии, межрегиональных и региональных общественных объединений; о ликвидации местных религиозных организаций, централизованных религиозных организаций, состоящих из местных религиозных организаций, находящихся в пределах Республики Башкортостан; о запрете деятельности не являющихся юридическими лицами межрегиональных и региональных общественных объединений и местных религиозных организаций, централизованных религиозных организаций, состоящих из местных религиозных организаций, находящихся в пределах одного субъекта Российской Федерации; о приостановлении или прекращении деятельности средств массовой информации, распространяемых преимущественно на территории Республики Башкортостан;
  - об оспаривании решений (уклонения от принятия решений) избирательной комиссии (независимо от уровня выборов, референдума), окружных избирательных комиссий по выборам в законодательные (представительные) органы государственной власти субъектов Российской Федерации, за исключением решений, оставляющих в силе решения нижестоящих избирательных комиссий, комиссий референдума;
  - о расформировании избирательных комиссий субъектов Российской Федерации, окружных избирательных комиссий по выборам в законодательные (представительные) органы государственной власти Республики Башкортостан.

## Руководители
1922 — апрель 1923 — Кузьмин Павел Васильевич
2007-2018 — Тарасенко Михаил Иванович 
2018—2021 — Латыпова Земфира Узбековна, скончалась в должности.
2021—2023 — и.о. Иван Семёнов 
с 10 мая 2023 — Раиль Рашитович Шайдуллин